# Schizachyrium maritimum
Schizachyrium maritimum är en gräsart som först beskrevs av Alvin Wentworth Chapman, och fick sitt nu gällande namn av George Valentine Nash. Schizachyrium maritimum ingår i släktet Schizachyrium och familjen gräs. Inga underarter finns listade i Catalogue of Life.